# Nolathripa stellata
Nolathripa stellata är en fjärilsart som beskrevs av Alfred Ernest Wileman 1911. Nolathripa stellata ingår i släktet Nolathripa och familjen trågspinnare. Inga underarter finns listade i Catalogue of Life.